# Lemnaphila grossoae
Lemnaphila grossoae är en tvåvingeart som beskrevs av Wayne N. Mathis och James F. Edmiston 2000. Lemnaphila grossoae ingår i släktet Lemnaphila och familjen vattenflugor. Inga underarter finns listade i Catalogue of Life.